# بنك الاحتياطي الأسترالي
بنك الاحتياطي الأسترالي ( RBA ) هو البنك المركزي لأستراليا والمصدر الرئيسي للأوراق النقدية. لقد كان لهذا الدور منذ 14 يناير 1960 ، عندما أزال قانون بنك الاحتياطي لعام 1959 الوظائف المصرفية المركزية من بنك الكومنولث .
يتحمل البنك مسؤولية تقديم الخدمات لحكومة أستراليا بالإضافة إلى تقديم الخدمات للبنوك المركزية الأخرى والمؤسسات الرسمية. وهو يتألف حاليًا من مجلس نظام المدفوعات، الذي يحكم سياسة نظام المدفوعات للبنك، ومجلس بنك الاحتياطي، الذي يحكم جميع السياسات النقدية والمصرفية الأخرى للبنك.
يتكون كلا المجلسين من أعضاء في كل من البنك، ووزارة الخزانة، والوكالات الحكومية الأسترالية الأخرى، وقادة المؤسسات الأخرى التي تشكل جزءًا من الاقتصاد . ظل هيكل مجلس إدارة البنك الاحتياطي ثابتًا منذ عام 1951 ، باستثناء التغيير في عدد أعضاء المجلس. يتم تعيين محافظ البنك الاحتياطي الأسترالي من قبل أمين الخزانة ويرأس كلاً من أنظمة الدفع ومجالس الاحتياطي والبنوك الاحتياطية وعند وجود خلافات بين المجلسين، يحلها المحافظ.
منذ منتصف القرن التاسع عشر وحتى التسعينيات من القرن التاسع عشر، نمت احتمالات تشكيل بنك وطني . في عام 1911 ، تم إنشاء بنك الكومنولث، ولكن لم يكن لديه سلطة لطباعة الملاحظات، والتي كانت قوة لا تزال محفوظة لوزارة الخزانة. حركة نحو إعادة إحياء معيار الذهب وقعت بعد الحرب العالمية الأولى ، مع جون جارفان الرائدة لوحات مختلفة في التعاقد مع المعروض من النقود على الطريق إلى القيام بذلك، وفرضت المعيار الذهبي لكل من الجنيه الإسترليني و الجنيه الأسترالي في عام 1925.
خلال فترة الكساد الكبير ، تم تخفيض قيمة الجنيه الأسترالي، ولم يعد يساوي نفس قيمة الجنيه الإسترليني، وانصرف رسميًا عن المعيار الذهبي بموجب قانون بنك الكومنولث لعام 1932. أدى التشريع في عام 1945 إلى تنظيم البنوك الخاصة التي عارضت شركة إتش س. كومبز، وعندما أصبح حاكمًا في عام 1949 ، منحهم سيطرة شاملة على مؤسساتهم. عندما نفذت السلطات النقدية نصيحة كومبس للحصول على سعر فائدة مرن، سمحت للبنك بالاعتماد أكثر على عمليات السوق المفتوحة . في عام 1980، تم تغيير إصدار السندات الحكومية قصيرة الأجل - سندات الخزانة لمدة 13 و 26 أسبوعًا - من نظام النقر، حيث تم تحديد السعر، إلى نظام العطاءات الذي تم فيه تحديد حجم الأسهم وتحديد السعر بواسطة السوق. بعد فترة وجيزة تم توسيع نظام المناقصات ليشمل إصدار السندات الحكومية طويلة الأجل.
حدث تعويم الدولار الأسترالي في عام 1983 ، في نفس الفترة الزمنية التي تم فيها تحرير النظام المالي في أستراليا. تم نقل إدارة البنوك في عام 1998 من البنك إلى هيئة تنظيم الحكمة الأسترالية وتم إنشاء مجلس نظام المدفوعات، في حين تم منح البنك السلطة داخل المجلس في نفس العام. الحاكم الحالي للبنك الاحتياطي هو فيليب لوي، الذي خلف غلين ستيفنز كحاكم في 18 سبتمبر 2016.

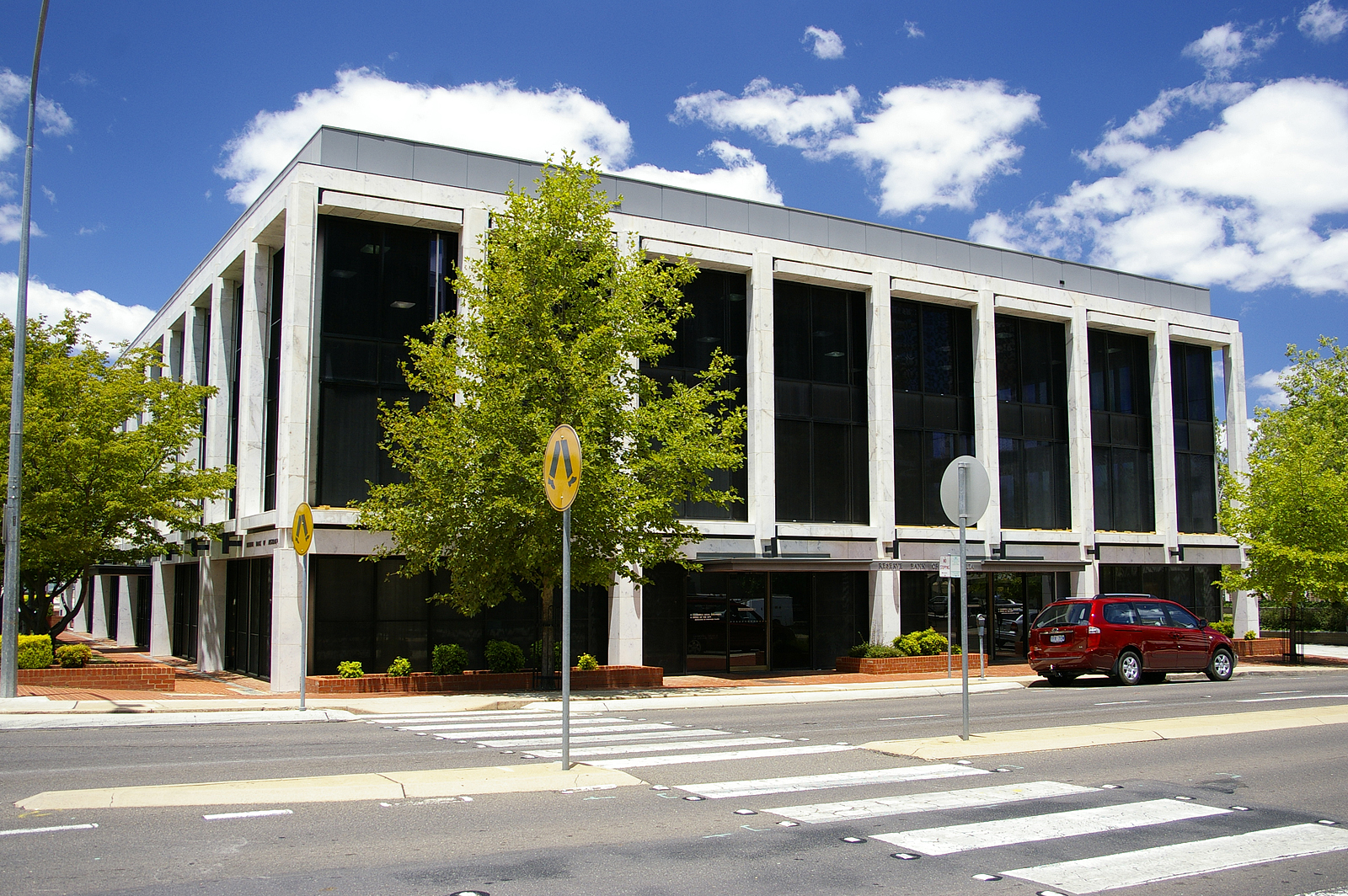
بنك الاحتياطي الأسترالي في كانبيرا

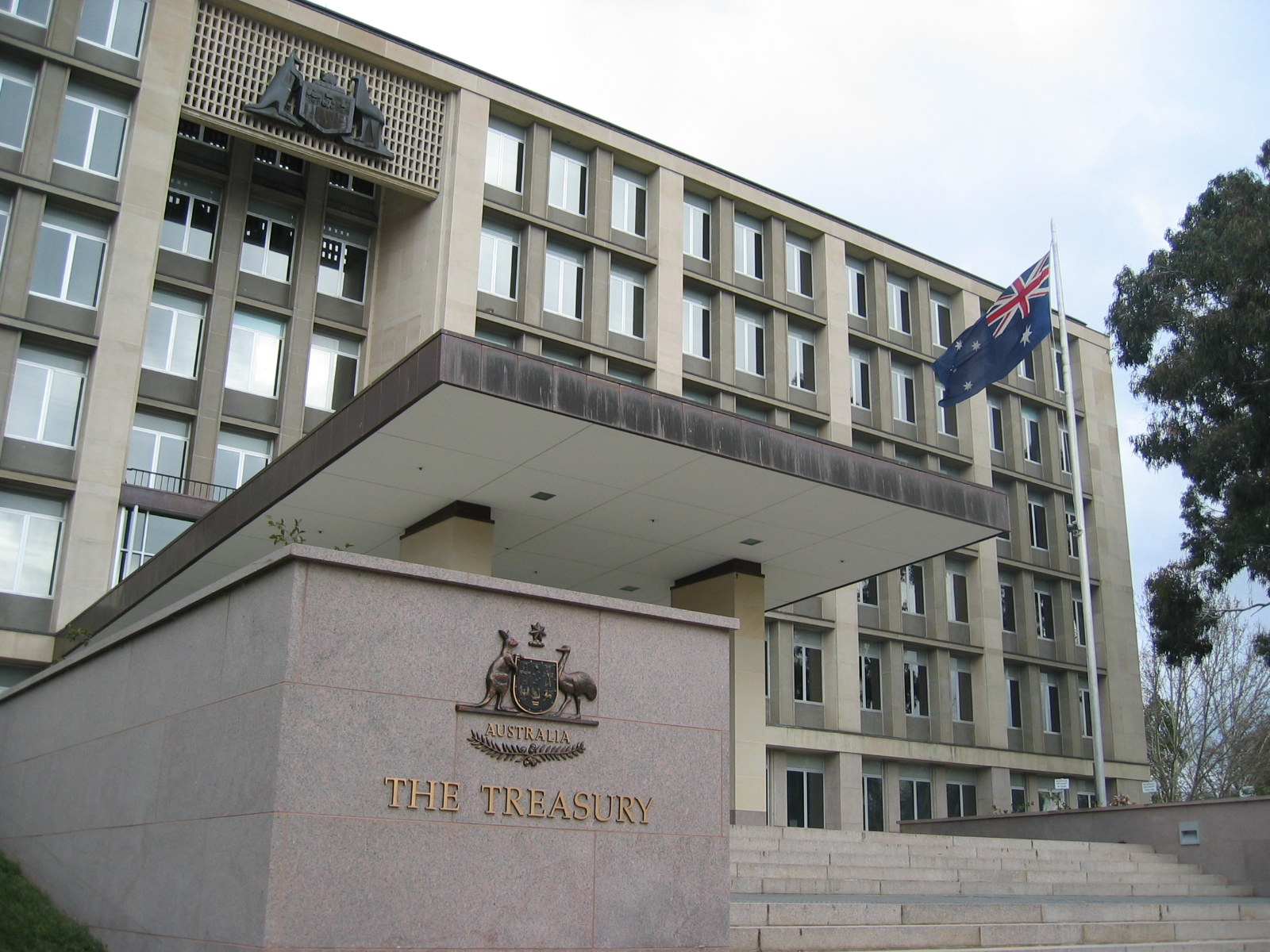
أحد أعضاء مجلس الإدارة بحكم منصبه هو وزير الخزانة (مبنى وزارة الخزانة الذي شوهد هنا في كانبيرا)

## روابط خارجية
- بنك الاحتياطي الأسترالي
- متحف العملات الورقية الأسترالية